# Kazimierz Lagosz
Kazimierz Lagosz (ur. 29 lutego 1888 w Krośnie, zm. 20 września 1961 w Warszawie) – polski duchowny katolicki, wikariusz kapitulny archidiecezji wrocławskiej (1951–1956) z uprawnieniami biskupa rezydencjalnego, członek ruchu księży patriotów.

## Życiorys
Syn Józefa. Święcenia kapłańskie przyjął 2 lipca 1911 w archidiecezji lwowskiej. Następnie pracował jako wikary w Monasterzyskach, Jagielnicy i Trembowli. W czasie I wojny światowej był sekretarzem generalnym Centralnego Komitetu Opieki nad Ludnością Ewakuowaną z Galicji. Po wojnie pracował jako wikariusz w katedrze lwowskiej, następnie w Horodence, Kałuszu i Złoczowie. W latach 30. był przejściowo zawieszony w sprawowaniu czynności kapłańskich, a następnie został przeniesiony na emeryturę. Mieszkał w Złoczowie, gdzie był członkiem rady miejskiej i Towarzystwa Szkoły Ludowej. Po wybuchu II wojny światowej przedostał się do Krakowa, następnie pracował we Wróblowicach i Kobierzynie.
W maju 1945 przyjechał do Wrocławia jako członek grupy Bolesława Drobnera organizującego polską administrację w mieście. Pierwsze msze odprawił – 13 maja 1945 w kościele św. Antoniego, 20 maja 1945 – w kościele św. Bonifacego. Od władz państwowych otrzymał stanowisko referenta do spraw Kościoła rzymskokatolickiego na terenie Wrocławia. Nie posiadał przy tym pełnomocnictwa do działania w imieniu polskich władz kościelnych. Jurysdykcję do działania otrzymał natomiast na miejscu od przebywającego wciąż we Wrocławiu p.o. wikariusza generalnego ks. Josepha Kramera. Niemiecka administracja kościelna wykorzystywała ks. Lagosza w kolejnych miesiącach jako pośrednika w kontaktach z kolejnymi zgłaszającymi się polskimi księżmi, otrzymał on także pełnomocnictwo do organizowania polskiego duszpasterstwa na Dolnym Śląsku. Po śmierci arcybiskupa Wrocławia kard. Adolfa Bertrama ubiegał się bezskutecznie o stanowisko wikariusza kapitulnego, wobec niepowodzeń tych starań próbował zwołać synod diecezjalny duchowieństwa polskiego, atakował sprzyjającą mu początkowo niemiecką kurię.
Ustanowiony w sierpniu 1945 administrator apostolski ks. Karol Milik mianował go z dniem 1 września 1945 dziekanem wrocławskim i proboszczem parafii św. Bonifacego, w 1948 tzw. archiprezbitrem kierującym bieżącą pracą czterech dekanatów istniejących na terenie Wrocławia. Równocześnie był członkiem Rady Miejskiej i przedstawicielem władz kościelnych w kontaktach z Zarządem Miejskim. Należał do Komisji Księży przy ZBoWiD. 14 października 1949 został aresztowany pod zarzutem przywłaszczenia mienia poniemieckiego, zwolniono go 18 lutego 1950, a sprawę przeciwko niemu umorzono. Po aresztowaniu przez władze komunistyczne ks. K. Milika został w dniu 26 stycznia 1951 wybrany wikariuszem kapitulnym. Wybór ten dokonany pod presją władz przez jedynego kanonika kapituły wrocławskiej pozostającego w tym mieście – ks. Franciszka Niedźbałę był nieważny z punktu widzenia prawa kanonicznego. Prymas Stefan Wyszyński zdecydował się jednak w dniu 8 lutego 1951 udzielić mu jurysdykcji kanonicznej, aby uniknąć schizmy.
Jako wikariusz kapitulny starał się rozszerzyć swoje kompetencje, m.in. bez zgody prymasa powołał dodatkowych kanoników honorowych kapituły wrocławskiej, ubiegał się o możliwość wyboru biskupa wrocławskiego bezpośrednio przez miejscową kapitułę tak, by samemu objąć ten urząd. Doprowadził równocześnie do odbudowy zniszczonej w 1945 katedry wrocławskiej, poświęconej 29 lipca 1951. Po aresztowaniu Stefana Wyszyńskiego w 1953 potępił jego działalność jako szkodliwą. Pod presją władz państwowych wydał w 1954 decyzję o likwidacji niektórych śląskich domów zakonnych. W 1955 szykanował księży, którzy odmówili udziału w propagandowym proteście przeciwko umieszczeniu w Annuario Pontificio nazw diecezji na ziemiach polskich według stanu przed II wojną światową, m.in. usunął ze stanowiska wykładowcy w seminarium duchownym ks. Wincentego Urbana. W tym samym roku podjął próbę zwołania synodu diecezjalnego, czego ostatecznie zabroniła Stolica Apostolska. W grudniu 1956 został zwolniony z urzędu i przekazał swoje obowiązki przybyłemu do Wrocławia bp Bolesławowi Kominkowi, sam zaś wyjechał do Warszawy. Po 1956 prowadzono przeciwko niemu wewnątrzkościelne postępowanie, w trakcie którego bp Kominek ocenił jego działalność niezwykle krytycznie.
Zmarł w zapomnieniu w 1961 i został pochowany na Cmentarzu Powązkowskim w Warszawie.
W 2004 szczątki doczesne ks. Lagosza przywieziono z Cmentarza Powązkowskiego i złożono w podziemiach kościoła św. Wojciecha we Wrocławiu (upamiętnia to tablica przy wejściu do zakrystii).
Odznaczony Srebrnym Krzyżem Zasługi (1946) oraz Krzyżem Komandorskim (1952) i Krzyżem Komandorskim z Gwiazdą (1953) Orderu Odrodzenia Polski.